# 萬代橋

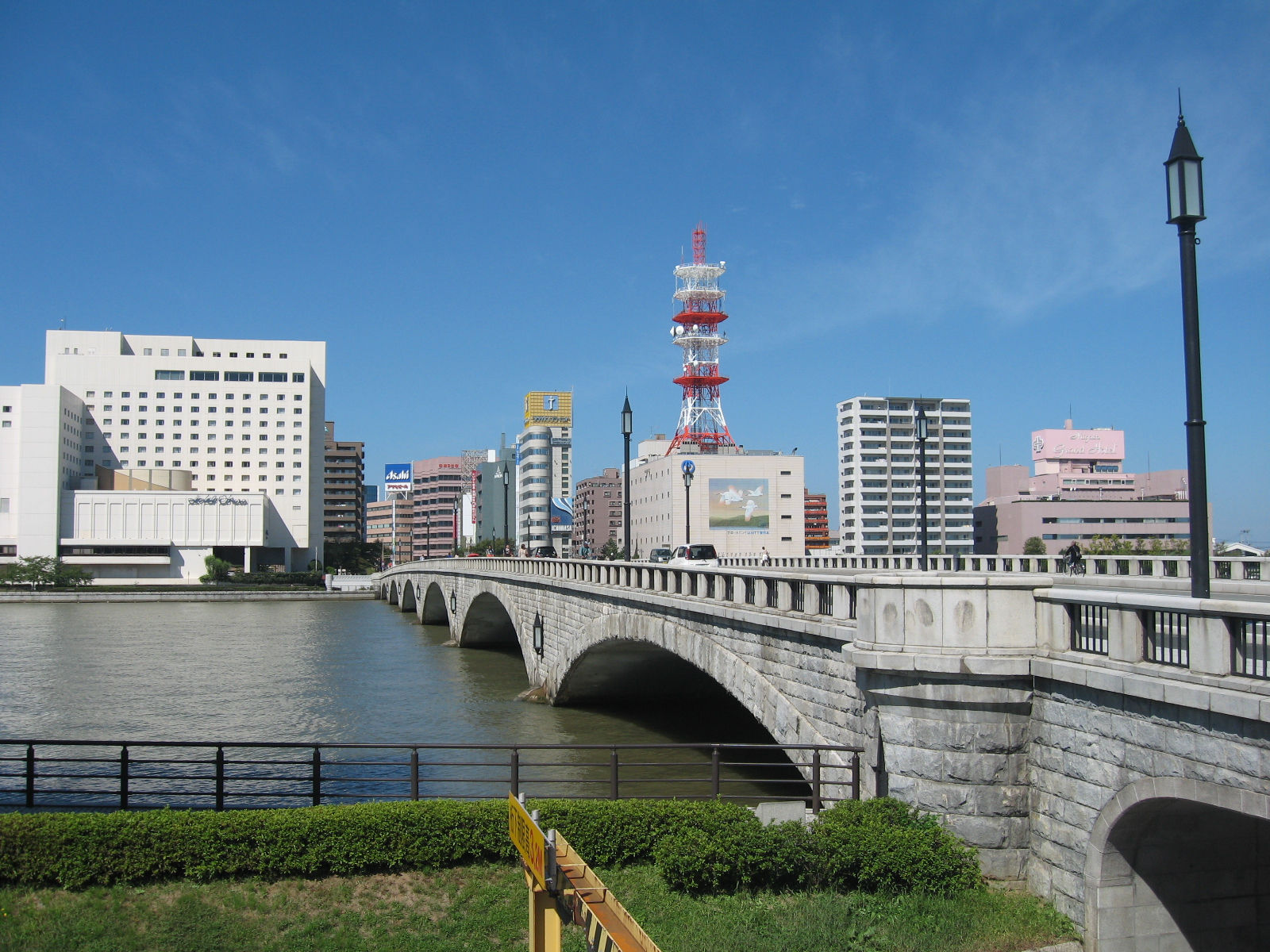
萬代橋

萬代橋（日语：／ Bandai bashi, Yorozuyo bashi */?）是位於日本新潟縣新潟市中央區的橋梁，橫跨於信濃川上，日本國道7號、8號、17號、113號、350號等路線均行經該橋。該橋興建時希望藉以「萬世萬代促進新潟都市的發展」，因而命名。新潟市中心的地名「萬代」即因緊鄰該橋而得名。
現在的萬代橋是第三代橋梁，1927年（昭和2年）7月16日動工、1929年（昭和4年）8月竣工，是一座鋼筋混凝土橋。橋長306.9m，寬22.0m。該橋是少見保存至今的昭和時代初期之大型混凝土拱橋，已成為新潟市的地標，並於2004年7月6日指定為重要文化財，成為繼東京日本橋後第二座獲此等級保護的橋梁。前兩代的萬代橋分別於1886年（明治19年）與1909年（明治42年）竣工，均為木橋。

## 外部鏈結
- 國家指定重要文化財 萬代橋 （页面存档备份，存于） - 國土交通省北陸地方整備局新潟國道事務所 （日語）